# پرستودریایی پشت‌دودی

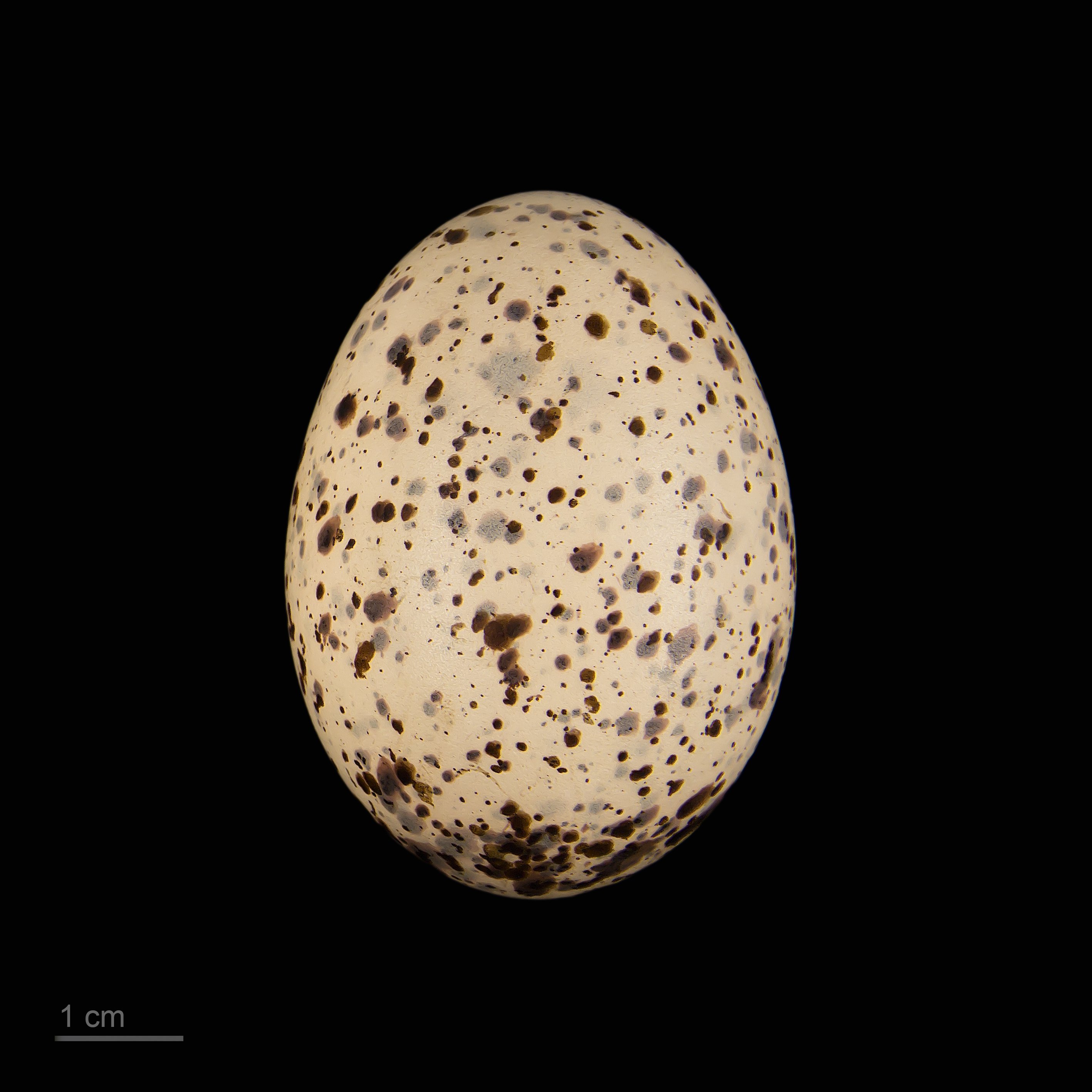
Onychoprion anaethetus

پرستودریایی پشت‌دودی (نام علمی: Onychoprion anaethetus)، گونه‌ای پرستودریایی است که عضو سرده پرستودریایی‌های پشت‌تیره به شمار می‌رود. گسترۀ پراکندگی این پرستودریایی از مکزیک و کارائیب و غرب آفریقا تا جنوب شرق آسیا و استرالزی است.

## ویژگی‌ها
طول بدن پرستودریایی پشت‌دودی ۳۶ سانتی‌متر است. این پرنده با پشت قهوه‌ای یکدست و سطح شکمی سفید به آسانی شناخته می‌شود. تارک، پس گردن و نوار چشمی آن سیاه و پیشانی و نوار بالای چشمش سفید است. نیم طوق کمرنگی میان سیاهی پس گردن و رنگ قهوه‌ای تیره روتنه به چشم می‌خورد. دم آن دوشاخه و به رنگ خاکستری پررنگ است، به استثنای شاهپرهای کناری که به طور عمده سفید هستند. نوک در این پرندۀ سیاه است.

## زیستگاه

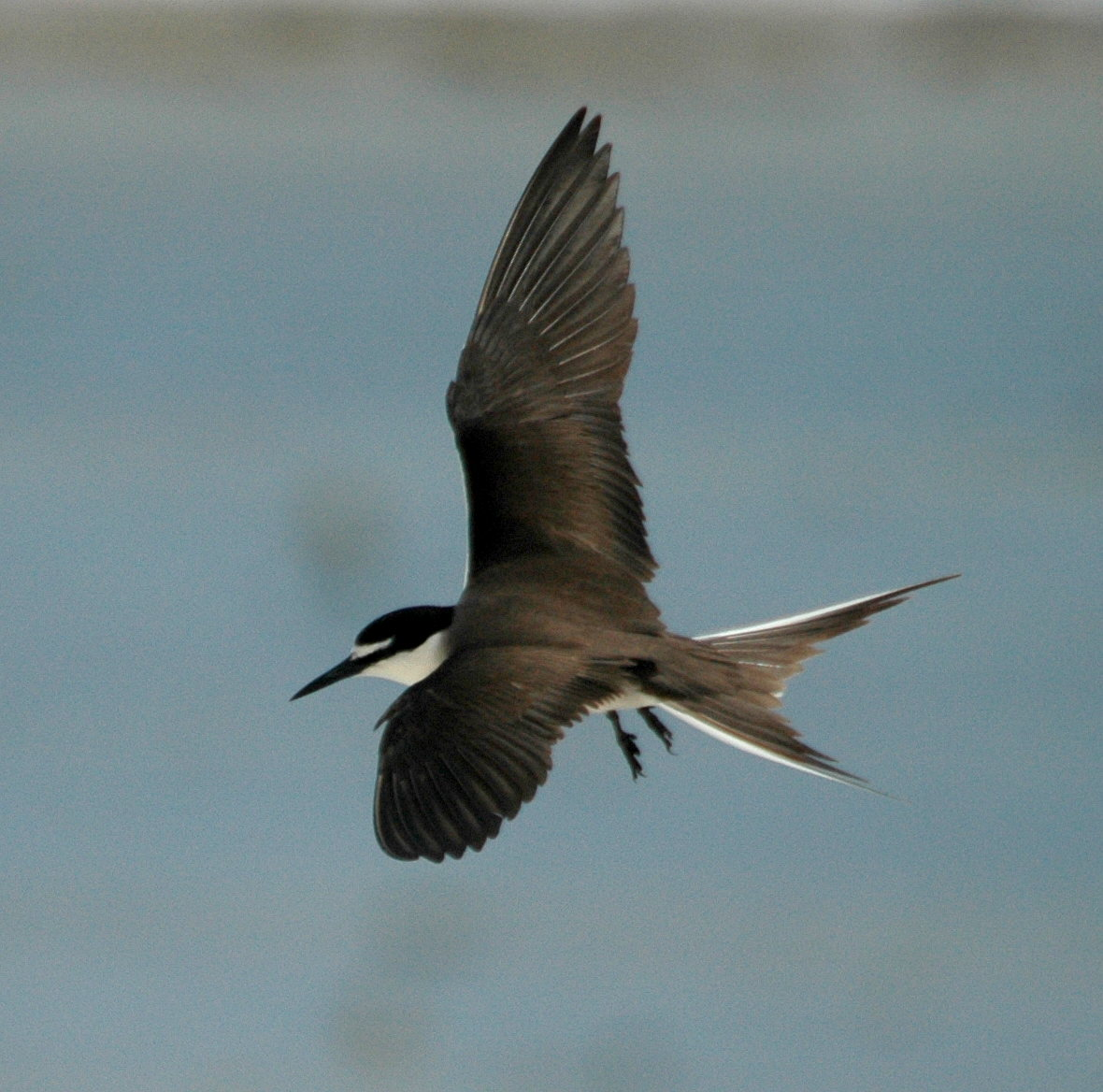
پرستو‌ دریایی پشت دودی

پرستودریایی پشت‌دودی در مناطق ساحلی دریاها و جزایر داخل دریا زندگی می‌کند و به صورت گروهی در زیر بوته‌ها دالان‌هایی ساخته و روی زمین آشیانه درست می‌کند. در ایران، تابستان‌ها در سواحل خلیج فارس و دریای عمان دیده می‌شود و در جزایر داخل دریا از جمله جزیره شیدور تولید مثل می‌کند.